# Samtida R&B
Samtida R&B (engelska: Contemporary R&B), även känt som nutida R&B, modern R&B eller bara R&B (fram till år 1990 kallat Black music), är en musikgenre  med ursprung ur post-discon och kombinerar inslag av soul, funk, pop och (efter 1986) hiphop. Förkortningen "R&B" härstammar från 1940-talets rhythm and blues-musik, men denna har egentligen enbart en indirekt koppling till samtida R&B vad gäller stilursprung. 2017 rapporterades det att hopslagen med hiphop så är R&B den största genren i USA, med 25,1 % lyssnare av den amerikanska befolkningen.

## Karaktäristisk stil
Samtida R&B har en polerad stil i inspelning och produktion. Rytmerna är trummaskin-baserade och sången är smidigt rörlig och extravagant. Sången är av stor vikt i samtida R&B. Sångarna är ofta kända för användning av ornament såsom melism, drill, riff och run, vibrato med mera. Populariserad av sångare som Marvin Gaye, Michael Jackson, Stevie Wonder, Brandy, Whitney Houston och Mariah Carey. Elektroniska influenser med hiphop- och dance-inspirerade beats är en alltmer ökande trend.

## Historia

### 1980

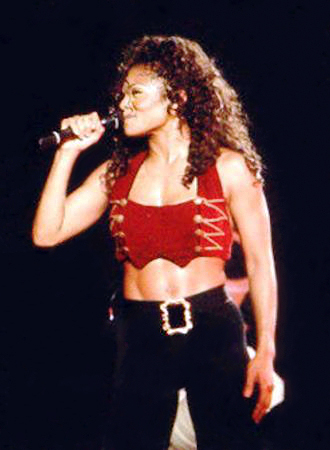
Janet Jackson år 1995.

Då disco-eran kom till ett slut började en ny generation av producenter lägga syntar och släta trummaskin-beats på afroamerikansk musik. Resultatet på detta kom redan år 1979 med albumet Off the Wall av Michael Jackson, producerat av Quincy Jones. De hade skapat mer elektroniska element för att hitta ett jämnare, mer dansgolv-vänligt sound. Detta var den så kallade post-discon, som lade grunden för den framtida uppkomsten av R&B. Mainstream R&B var mycket pop-orienterad under sina första år - i och med R&B:n bakgrund i discons bortgång och tack vare artister som Michael Jackson, Marvin Gaye, Whitney Houston och Janet Jackson. Andra anmärkningsvärda 1980 R&B-musiker inkluderar Luther Vandross, The S.O.S Band, Mtume, Freddie Jackson, DeBarge, Loose Ends, och Stephanie Mills. Från och med 1981 gick genren under den breda termen "Black music".
Tina Turner gjorde comeback under andra halvan av 1980-talet, medan Whitney Houston och Janet Jackson bröt sig in i pop topplistan med en rad hits. Janet Jacksons album Control (1986) anses varit viktig i utvecklingen av R&B, då hon och hennes producenter, Jimmy Jam och Terry Lewis, skapade ett nytt sound med mycket rytmiska inslag av funk och disco tillsammans med en stor mängd syntar, slagverk, ljudeffekter och inslag av rapmusik. Samma år började Teddy Riley producera hiphop-beats med ett mer typiskt soul-sound och gospelstämmor. Detta påbörjades genom låten "Just Got Paid" som Riley producerade för Johnny Kemp år 1988 samt genom gruppen Guy som Riley bildade år 1987. Denna kombination av R&B-stil och hiphop-rytmer benämndes new jack swing och tillämpades andra artister som Bobby Brown, Keith Sweat, Jodeci och Bell Biv DeVoe.

### 1990

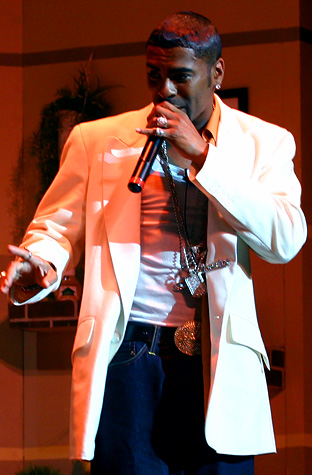
Ginuwine år 2007.

År 1990 ersattes "Black music" och Billboard återinförde termen "R&B" (från 1950-talets rhythm and blues, vilken i sig ursprungligen kallades "Race music"). Detta eftersom genren under den tiden vuxit för att få en mycket bredare mångfald av målgrupp - inklusive vita. Vidare motiverade Billboard denna ändring med att "R&B som stämpel är mycket mindre trolig att skapa förväntningar om rasen eller den etniska bakgrunden av musikens skapare. Det bör stå klart att Billboard aldrig menade att termen "black" skulle referera till färgen av artisterna som skapade black music". Förkortningen "R&B" härstammar alltså från rhythm and blues-musik, fastän den egentligen har en enbart indirekt koppling till samtida R&B vad gäller stilursprung.

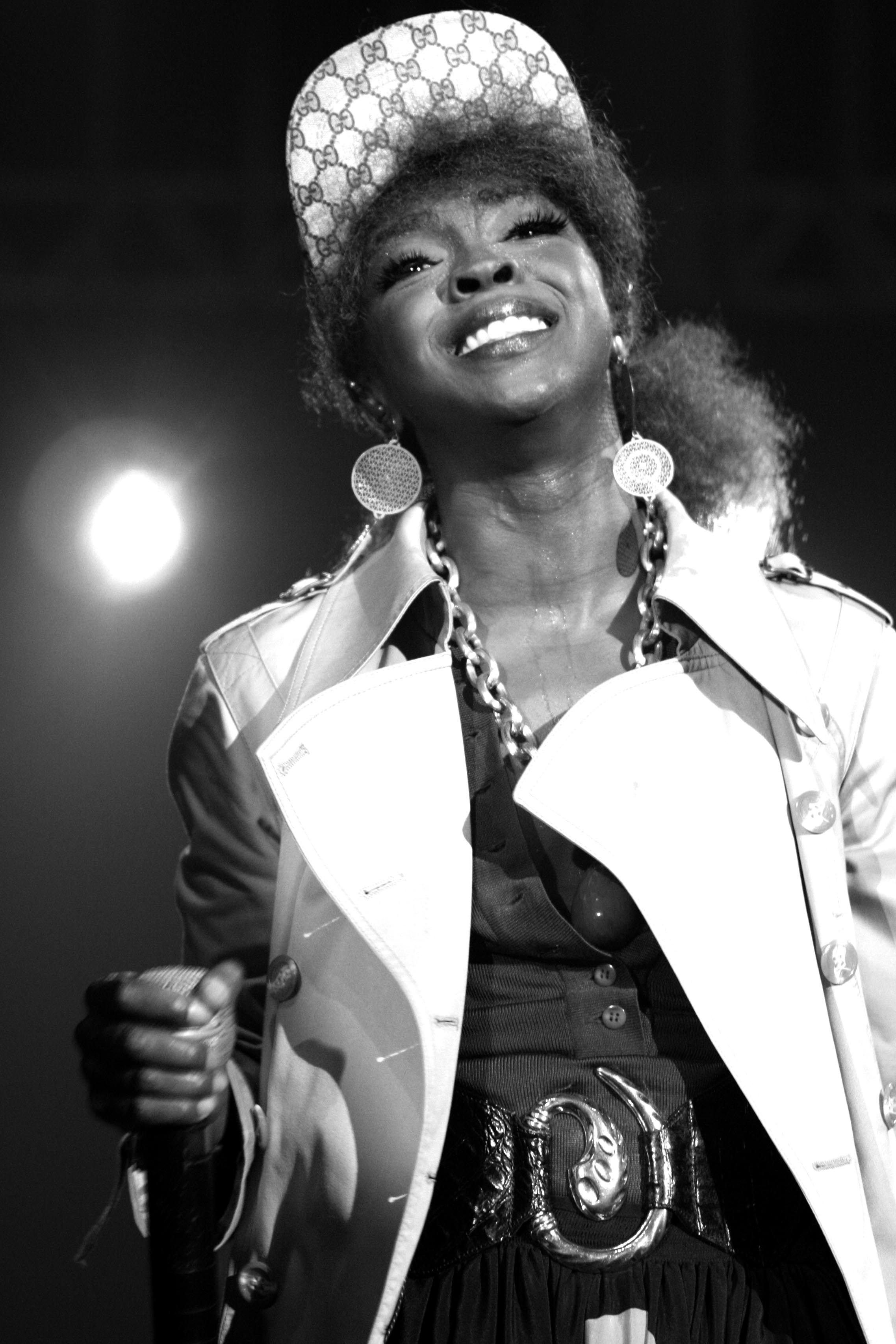
Lauryn Hill, år 2007, en ikon för neo-soul.

I motsats till verk av Boyz II Men, Babyface och liknande artister hade andra R&B-artister och grupper från samma period börjat inkorporera ännu mer hiphop-sound till sina verk, liksom den innovativa gruppen Jodeci, Blackstreet och Tony! Toni! Toné!. De synth-baserade rytmerna i new jack swing ersattes av raspigare, east coast hiphop-inspirerade backing tracks. Det resulterade i en genre märkt som hiphop soul av producenten Sean "P. Diddy" Combs, som också hade agerat mentor för gruppen Jodeci i början och hjälpte dem med deras unika utseende. Sean Combs fortsatte sedan smälta ihop dessa element för att skapa låtar med artister som TLC. Denna riktning följdes sedan av Rodney Jenkins med sina släta produktioner med Destiny's Child.
Under mitten av 1990-talet hade samtida R&B:n tagit sig in till mainstream-scenen med artister som Janet Jackson, R. Kelly, Mariah Carey, SWV, Xscape, Boyz II Men och Silk. I slutet av 1990 skapade Raphael Saadiq från Tony! Toni! Toné! ett nytt, annorlunda sound med torrare, klippt musik - i synnerhet med D'Angelo. Den nya genre blev neosoul, vilken blandade 1970-talets soul-influenser med hiphop soul. Neo-soul leddes av andra artister som  Erykah Badu, Lauryn Hill, och Maxwell. I andra änden av R&B-skalan skapade Timbaland låtar med ryckiga beats, polyrytmer och obskyra samples. Han tömde ut låtarna för att skapa en en mer elektronisk känsla. Hans arbete med Ginuwine, Missy Elliot och Aaliyah är särskilt framträdande. The Neptunes tog vid med tömda låtar och skapade extremt minimala grooves. Både Lauryn Hill och Missy Elliott fortsatte att ytterligare sudda linjen mellan R&B och hiphop genom att spela båda stilarna.

### 2000-nutid

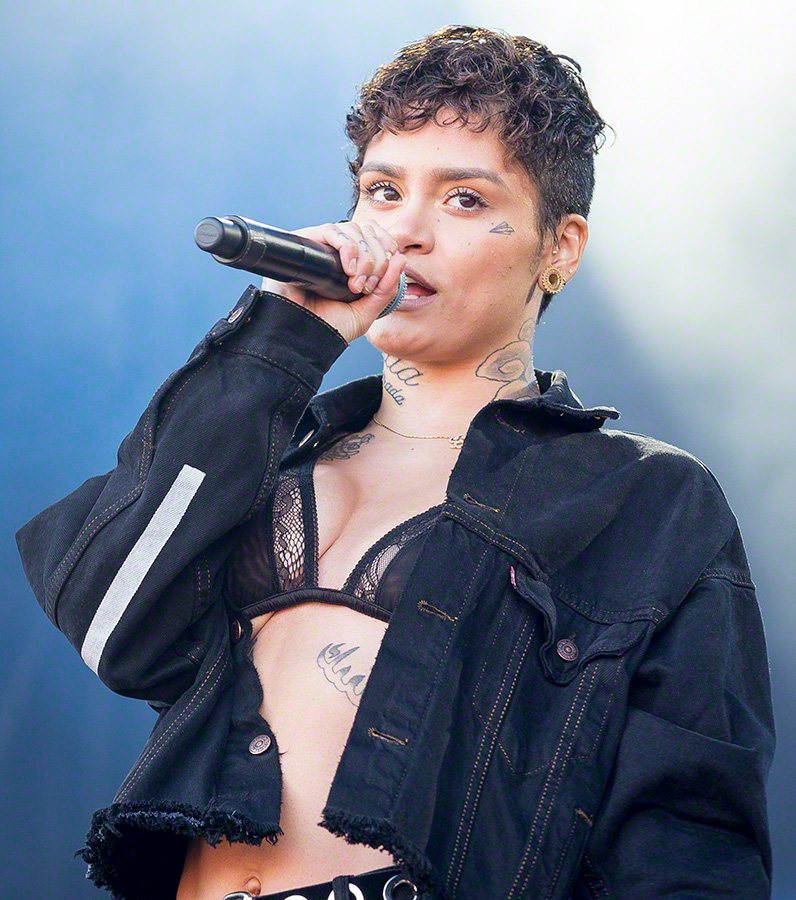
Kehlani år 2016.

Av 2000-talet, hade korspollinering mellan R&B och hiphop ökat. Mainstream modern R&B fick ett sound mer baserat på rytm än hiphop soul hade och saknade blandningen av den urbana hardcore- och soul-aktiga "grind"-känsla som hiphop soul förmedlar. Det rytmiska elementet härstammar från new jack swing. R&B började fokusera mer på soloartister snarare än grupper medan 2000-talet fortskred. Enligt Kulture Vulture så är de mest kommersiellt framgångsrika R&B-artisterna av 00-talet Usher, Beyoncé, Chris Brown, Rihanna, Ne-Yo, Ashanti, Omarion och Keyshia Cole med flera. Globalt stora artister som Selena Gomez och Ariana Grande har börjat utveckla sin musik genom modern R&B blandat med funk, hiphop och pop.

Usher år 2010.

Den EDM-vågen som uppkom i början av 2010-talet kom att starkt influera även R&B:n. Här samarbetade R&B-sångare som Chris Brown, Kelly Rowland från Destiny's Child, Rihanna och Usher med house-producenter. Mot mitten av 2010-talet växte en ny våg av R&B, ur hipsterkulturen, som motreaktion till EDM-vågen, som ansetts ha besudlat äkta R&B. Denna genre, så kallad alternativ R&B, bärs av sångare som The Weeknd, Jhené Aiko, Miguel och Frank Ocean.
År 2015 anses också vara en av de största åren för R&B sedan 1990-talet. Den dominerade i sin nuvarande arena, Urban AC radio och fristående skivbolag, men började också långsamt glida tillbaka till mainstream. De mest framgångsrika artisterna här var bland andra Jazmine Sullivan, Eric Bellinger, Kehlani, Janet Jackson, Tamia, Tyrese, Ne-Yo, Raheem DeVaughn, Miguel och Bryson Tiller.

## Populära musiker efter årtionde

### 1980-talet
| - After 7 - Al B. Sure! - Anita Baker - Atlantic Starr - Bobby Brown - Jocelyn Brown - Peabo Bryson - DeBarge - Chaka Khan - Club Nouveau - Marvin Gaye - Guy | - Whitney Houston - Miki Howard - The Isley Brothers - Janet Jackson - Jermaine Jackson - Michael Jackson - The Jacksons - Glenn Jones - Patti LaBelle - Loose Ends - Meli'sa Morgan - Mtume | - New Edition - R. J.'s Latest Arrival - The S.O.S. Band - Starpoint - Surface - Keith Sweat - Tony! Toni! Toné! - Troop - Luther Vandross - Karyn White - Stevie Wonder |

### 1990-talet
| - 112 - Aaliyah - After 7 - Babyface - Bell Biv DeVoe - Blackstreet - Boyz II Men - Brownstone - Deborah Cox - Erykah Badu - Eric Benét - Mary J. Blige - Brandy - Toni Braxton - Tevin Campbell - Mariah Carey - D'Angelo - Destiny's Child | - Dru Hill - Fugees - Johnny Gill - Ginuwine - Guy - Hi-Five - Lauryn Hill - Jagged Edge - Wyclef Jean - Intro - Jodeci - Joe - Donell Jones - Glenn Jones - R. Kelly - Kenny Lattimore - Gerald Levert - LSG - Monica | - Brian McKnight - Mýa - New Edition - Salt-N-Pepa - Shanice - Silk - Soul for Real - Sparkle - Tracie Spencer - Keith Sweat - SWV - Tamia - Timbaland - TLC - Tyrese - Usher - Karyn White - Vanessa Williams - Xscape |

### 2000-talet
| - 112 - Akon - Amerie - Ashanti - B2K - B5 - Beyoncé - Boyz II Men - Brandy - Chris Brown - Mary J. Blige - Mariah Carey - Ciara - Keyshia Cole | - Craig David - Day26 - Destiny's Child - Estelle - Jamie Foxx - Ginuwine - J. Holiday - Jennifer Hudson - Jagged Edge - Jaheim - Alicia Keys - R. Kelly - LeToya - Lloyd | - Mario - Mýa - Ne-Yo - Omarion - Pleasure P - Pretty Ricky - Rihanna - Sammie - Trey Songz - T-Pain - Justin Timberlake - Usher - Bobby V. |

### 2010-talet
| - Jhene Aiko - August Alsina - Ashanti - Eric Bellinger - Beyoncé - Justin Bieber - Elijah Blake - Mary J. Blige - Tamar Braxton - Chris Brown - Mariah Carey - Ciara - Sabrina Claudio - Keyshia Cole - Jason Derulo - Drake - The-Dream - dvsn | - Empire Cast - Jamie Foxx - Ginuwine - H.E.R - Jennifer Hudson - Ariana Grande - Mila J - Jeremih - Kehlani - Lloyd - Rico Love - Ella Mai - Mario - Bruno Mars - K. Michelle - Miguel - Ne-Yo - Frank Ocean | - Omarion - R. Kelly - PARTYNEXTDOOR - Kelly Rowland - Sammie - Jay Sean - Trey Songz - Sevyn Streeter - SZA - T-Pain - Tamia - Tank - TGT - Ty Dolla $ign - Tyrese - Usher - The Weeknd |

## Svenska R&B-musiker
Huvudartikel: Svensk R&B
- Ansiktet[12]
- Blacknuss
- Blen[13]
- Cherrie[14]
- Eric Gadd
- Fre
- Leslie Tay[15]
- Mabel[16]
- Nápoles[17]
- Neneh Cherry
- Newkid[18]
- Robyn
- Sebastian Mikael[19]
- Snoh Aalegra
- Seinabo Sey
- Stephen Simmonds
- Titiyo
- Zikai